# ولاية بوليفار
ولاية بوليفار (بالإسبانية: Bolívar (state)) هي ولاية تقع في فنزويلا. يقدر عدد سكانها بـ 1,620,359 نسمة.

## أعلام
- لويس غارسيا
- راؤول ليوني
- لويس رودريغيز
- ألبرت سواريز
- خوان غارسيا